# 追濱站

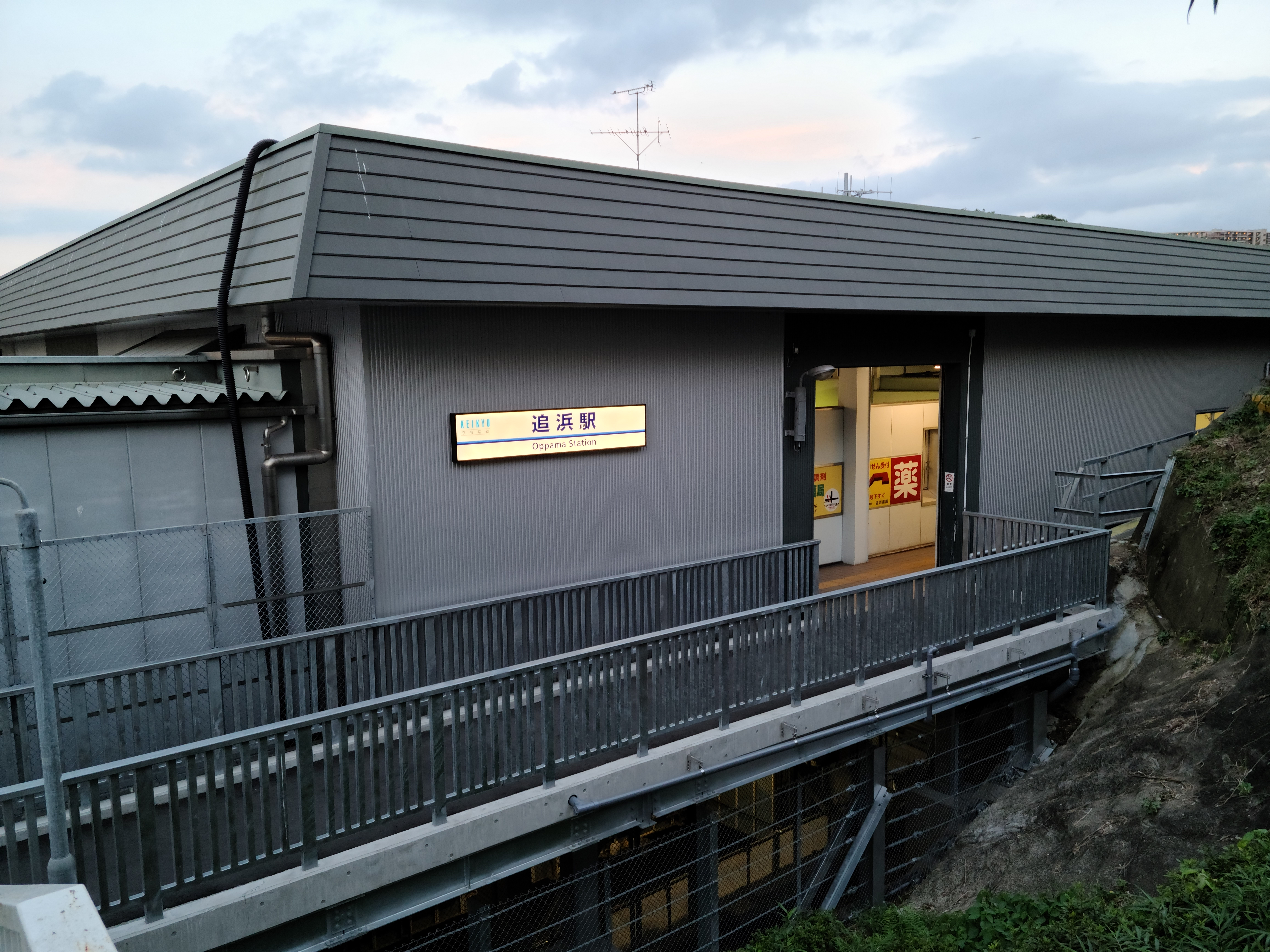
西口（2020年8月）

追濱站（日语：／ Oppama eki */?）位於日本神奈川縣橫須賀市追濱町三丁目，是屬於京濱急行電鐵本線的鐵路車站。車站編號是KK54。此站是橫須賀市當中最北的車站。

## 年表
- 1930年（昭和5年）4月1日 - 車站啟用。
- 1941年（昭和16年）11月1日 - 湘南電氣鐵道與京濱電氣鐵道合併，本站成為京濱電氣鐵道車站。
- 1942年（昭和17年）5月1日 - 京濱電氣鐵道與東京橫濱電鐵合併。本站成為東京急行電鐵（大東急）車站。
- 1948年（昭和23年）6月1日 - 京濱急行電鐵成立，本站成為京濱急行電鐵車站。
- 1973年（昭和48年）2月 - 改建為跨站式站房。
- 2017年（平成29年）5月10日 - 宣布本站將進行月台頂棚延伸工程[2][3]。

- 2018年（平成30年）11月19日 - 進站音樂改為橫濱DeNA海灣之星應援歌《熱き星たちよ》[4][* 1]。
- 2020年（令和2年）3月 - 加註副站名「橫須賀體育場」（横須賀スタジアム）[5]。

## 車站結構

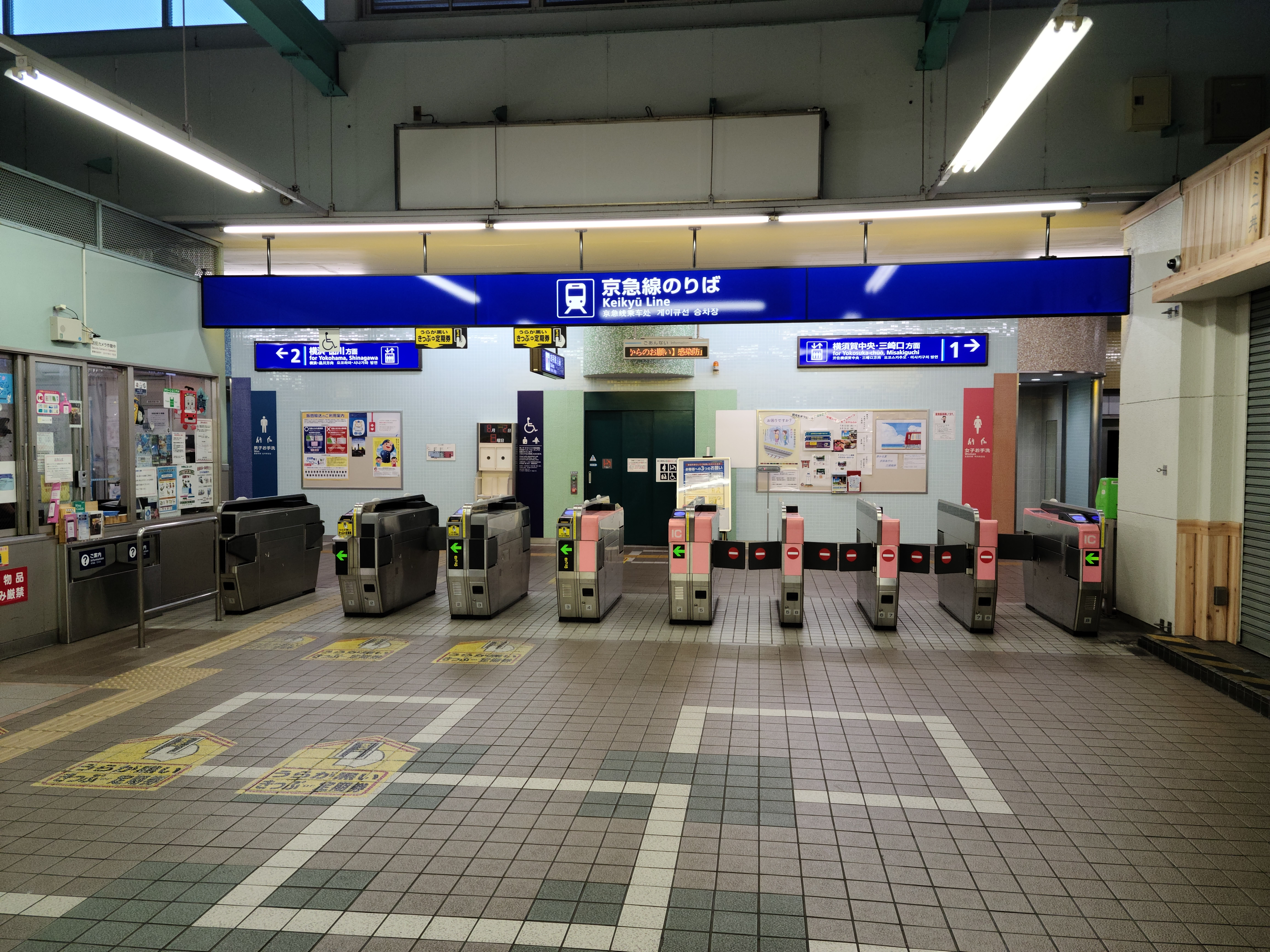
驗票口（2020年8月）

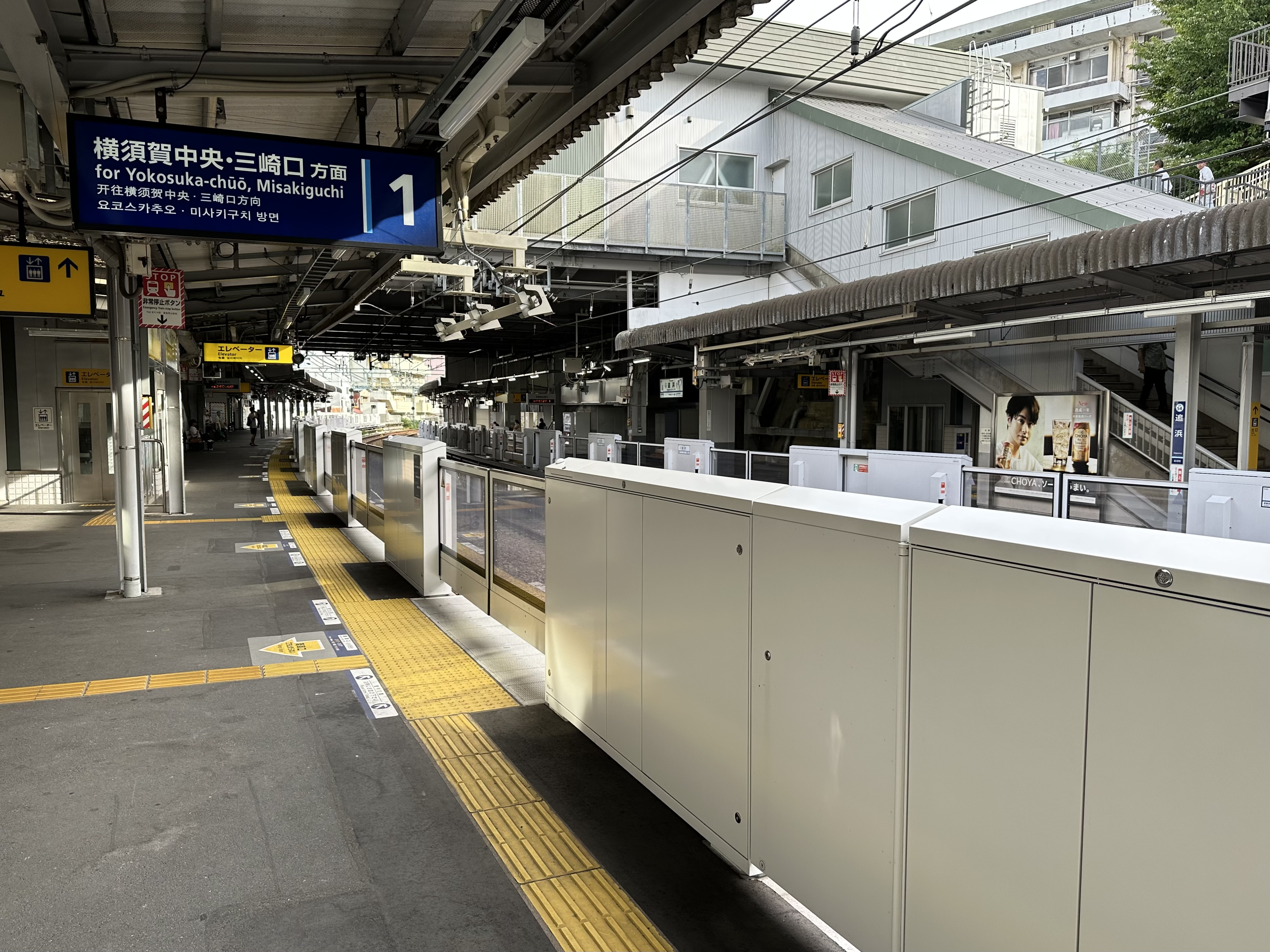
月台（2023年7月）

車站月台配置為側式月台，同時設置2條路軌。站房為跨站式站房，設有東西兩出口。東側有空中行人天橋通往國道16號。西側有階梯通往湘南醫院。電扶梯設於巴士折返場旁入口與大廳之間，以及各月台與大廳之間。月台與大廳之間還設有電梯。站內鐵路線路位於彎道上，因此傍晚尖峰時刻下行月台配有站員留守。
本站的簡易自動廣播分別由1號線的關根正明、2號線的大原沙耶香配音。

### 月台配置
| 月台 | 路線 | 方向 | 目的地                                     |
| ---- | ---- | ---- | ------------------------------------------ |
| 1    | 本線 | 下行 | 橫須賀中央、京急久里濱、浦賀、三浦海岸方向 |
| 2    | 本線 | 上行 | 橫濱、羽田機場、品川、新橋方向             |

## 使用情況
2016年度1日平均上下車人次為41,978人，京急線全部72個車站當中排行第12位。快特通過站之中僅次於平和島排行第2多。
近年1日平均上下車人次與上車人次的推移如下表。
| 年度               | 1日平均 上下車人次 | 1日平均 上車人次 | 來源     |
| ------------------ | ------------------ | ---------------- | -------- |
| 1995年（平成07年） |                    | 26,739           | [ * 2 ]  |
| 1998年（平成10年） |                    | 24,213           | [ * 3 ]  |
| 1999年（平成11年） |                    | 23,346           | [ * 4 ]  |
| 2000年（平成12年） |                    | 22,411           | [ * 4 ]  |
| 2001年（平成13年） |                    | 22,022           | [ * 5 ]  |
| 2002年（平成14年） | 44,555             | 22,207           | [ * 6 ]  |
| 2003年（平成15年） | 43,780             | 21,570           | [ * 7 ]  |
| 2004年（平成16年） | 43,320             | 21,377           | [ * 8 ]  |
| 2005年（平成17年） | 43,399             | 21,401           | [ * 9 ]  |
| 2006年（平成18年） | 42,854             | 21,134           | [ * 10 ] |
| 2007年（平成19年） | 42,388             | 20,896           | [ * 11 ] |
| 2008年（平成20年） | 41,712             | 20,583           | [ * 12 ] |
| 2009年（平成21年） | 40,498             | 19,995           | [ * 13 ] |
| 2010年（平成22年） | 40,205             | 19,850           | [ * 14 ] |
| 2011年（平成23年） | 39,892             | 19,661           | [ * 15 ] |
| 2012年（平成24年） | 39,997             | 19,721           | [ * 16 ] |
| 2013年（平成25年） | 40,008             | 19,731           | [ * 17 ] |
| 2014年（平成26年） | 40,139             | 19,797           | [ * 18 ] |
| 2015年（平成27年） | 41,160             | 20,263           | [ * 19 ] |
| 2016年（平成28年） | 41,978             |                  |          |

## 車站周邊
周邊商業設施密集。東側東京灣岸是大型填海地，現為工業區。
- 日產汽車追濱工場（日语：日産自動車追浜工場）、追濱研究所
- 住友重機械工業橫須賀造船所
- 岡村製作所（日语：岡村製作所）
- 海洋研究開發機構橫須賀本部
- YAMABIKO（日语：やまびこ (企業)）橫須賀工場
- 追濱工業
- 橫須賀市回收廣場 "AICLE"
- 橫須賀市役所追濱行政中心
- 橫須賀市北消防署追濱出張所
- 橫須賀市立北圖書館
- 追濱郵便局
- 橫須賀本浦郵便局
- 橫須賀浦鄉郵便局
- 橫濱六浦郵便局
- 明治憲法（大日本帝國憲法）起草地紀念碑
- 夏島貝塚（日语：夏島貝塚）
- 鷹取山（日语：鷹取山 (横須賀市・逗子市)）
- 雷神社（日语：雷神社 (横須賀市)）

- 關東學院大學金澤八景校區
- 神奈川縣立追濱高等學校（日语：神奈川県立追浜高等学校）
- 橫濱創學館高等學校（日语：横浜創学館高等学校）
- 湘南醫院（日语：湘南病院）
- 橫濱南共濟醫院（日语：横浜南共済病院）
- 追濱公園（日语：追浜公園）
  - 橫須賀球場（日语：横須賀スタジアム）
- 追濱商盛會（日语：追浜商盛会）
  - Sunbeach追濱（日语：サンビーチ追浜）
    - 京急store（日语：京急ストア）
    - PASEOS（日语：パシオス）
    - 役所屋追浜店（横須賀市市民サービス総合窓口）

## 巴士路線
此地可搭乘橫濱京急巴士、湘南京急巴士運行的巴士路線。
車站北方
磯子線 - 金澤文庫站、磯子站方向
車站南方
安浦2丁目線 - 田浦站、橫須賀中央站方向
湘南鷹取團地循環 - 湘南鷹取方向
車站東方
田浦線 - 深浦、田浦站方向
夏島線、住友線 - 夏島、日產研究所、住友重機械方向
另有海洋研究開發機構、YAMABIKO的接駁巴士。

## 相鄰車站
京濱急行電鐵
 本線
□早晨翼號、□京急翼號、■快特
通過
■特急（金澤文庫站以北為快特）、■特急
金澤八景（KK50）－追濱（KK54）－汐入（KK58）
■普通
金澤八景（KK50）－追濱（KK54）－京急田浦（KK55）

## 外部連結
- 追濱站（各站資訊） - 京濱急行電鐵